# Wait Your Turn
Wait Your Turn ist ein Lied von Rihanna aus dem Album Rated R. Der Song wurde von Stargate, Chase & Status, James Fauntleroy II, Takura Tendayi produziert und von Tor Erik Hermansen, Mikkel S. Eriksen, Stargate sowie Rihanna selbst geschrieben.

## Hintergrund
Ein Ausschnitt des Liedes mit dem Titel „The Wait is Ova“ erschien als Hintergrundmusik für ein Promo-Video von Rated R. Es wurde später bestätigt, dass der Song den tatsächlichen Titel „Wait Your Turn“ hat. Der Songwriter sagte, dass das Label ihm mitgeteilt hatte, dass der Song als zweite Single des Albums gewählt wurde, allerdings wurde später bekannt gegeben, dass Hard als zweite Single gewählt wurde. Es wurde, auch durch das vorhandene Musikvideo, beschlossen den Song als Promo-Single auszukoppeln.
Sie sang den Song als Teil ihres Auftritts bei den American Music Awards 2009. Sie sang den Song außerdem noch am 4. Februar 2010, beim Super Bowl Fan Jam.

## Musikvideo
Rihanna drehte das Musikvideo zu Wait Your Turn am 16. Oktober 2009. Als Regisseur fungierte Anthony Mandler, der die meisten Videos von Rihanna dreht. Das Musikvideo hatte seine Weltpremiere am 3. November 2009 auf Rihannas offizieller Website. Das Video zeigt Rihanna in Schwarz-Weiß Szenen. Zum Musikvideo ließ sich Rihanna von den Hip-Hop-Videos der 90er, unter anderem von The Notorious B.I.G., Wu-Tang Clan und Nas, inspirieren.

## Chartplatzierungen

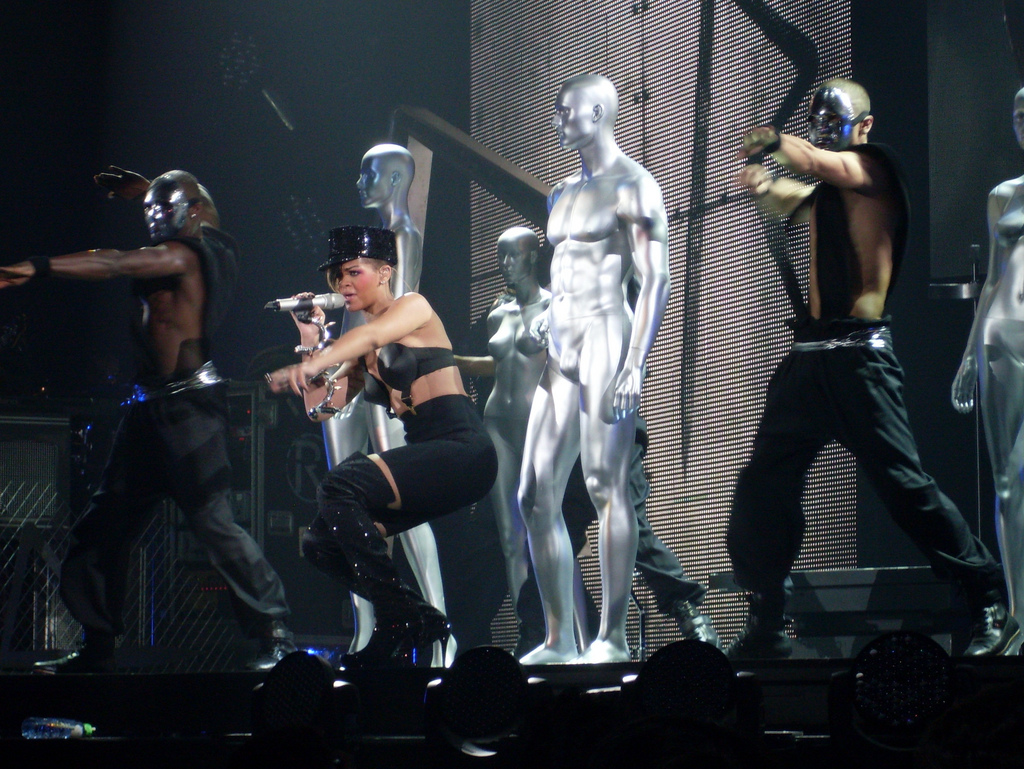
Rihanna singt „Wait Your Turn“ während ihrer Last Girl on Earth Tour in Antwerpen, Belgien am 16. April 2010.

Nach der Veröffentlichung von Rated R begann Wait Your Turn eine wachsende Zahl von Downloads zu erhalten. Die Single schaffte es an der Top 5 in Österreich und wurde dort ein großer Hit laut MTV. Die Single schaffte es in die UK Single Charts auf Platz 45. Außerdem erreichte der Song Platz 32 in den Irish Singles Charts. Wait Your Turn platzierte sich auch auf Platz 82 der australischen ARIA Singles Charts. Die Promo-Single verkaufte in Großbritannien um die 25.000 Exemplare. Dem Song gelang es auf Platz 10 der Billboard Bubbling Under Hot 100, das entspricht Platz 110 in den Hot 100.
| ChartsChartplatzierungen     | Höchstplatzierung | Wochen |
| ---------------------------- | ----------------- | ------ |
| Vereinigtes Königreich (OCC) | 45 (2 Wo.)        | 2      |